# Artibeus hirsutus
Artibeus hirsutus es una especie de murciélago de la familia Phyllostomidae.

## Distribución geográfica
Es endémica de México.  

## Estado de conservación
Se encuentra amenazada de extinción por la pérdida de su hábitat natural.